# Omamuyovwi Erhire
Omamuyovwi Erhire (* 16. August 2002) ist ein nigerianischer Leichtathlet, der sich auf den Hochsprung spezialisiert hat.

## Sportliche Laufbahn
Erste internationale Erfahrungen sammelte Omamuyovwi Erhire im Jahr 2018, als er bei den Afrikanischen Jugendspielen in Algier mit übersprungenen 2,00 m den vierten Platz belegte. Im Jahr darauf siegte er mit 2,08 m bei den Jugendafrikameisterschaften in Abidjan und gewann mit 14,77 m die Silbermedaille im Dreisprung. Anschließend nahm er an den Afrikaspielen in Rabat teil und erreichte dort mit einer Höhe von 2,00 m Rang 13. 2021 wurde er dann bei den U20-Weltmeisterschaften in Nairobi mit 2,14 m Vierter.
2019 wurde Erhire nigerianischer Meister im Hochsprung. Er ist Student an der Middle Tennessee State University.

## Persönliche Bestleistungen
- Hochsprung: 2,20 m, 2. April 2021 in Bowling Green (nigerianischer U20-Rekord)
  - Hochsprung (Halle): 2,18 m, 28. Februar 2021 in Indianapolis (nigerianischer U20-Rekord)
- Dreisprung: 15,37 m (+1,3 m/s), 16. Mai 2021 in Murfreesboro
  - Dreisprung (Halle): 15,10 m, 21. Februar 2021 in Birmingham